# Rob Morgan
Rob Morgan (New Bern, 24 febbraio 1973) è un attore statunitense, noto principalmente per aver interpretato Turk Barrett nel Marvel Cinematic Universe, nonché per il ruolo dell'agente Powell in Stranger Things.

## Filmografia

### Cinema
- Yes Madame, regia di Magaly Colimon - cortometraggio (2004)
- The Reunion, regia di Ben Epstein - cortometraggio (2004)
- A Good Day, regia di Shalako Gordon - cortometraggio (2004)
- Innocence Lost, regia di Kenyatta Forbes - cortometraggio (2004)
- Sorry Ain't Enough, regia di Emily M. Blake (2006)
- Shades of Brooklyn Vol. 1, regia di Daoud Abeid e Dahkil Hausif - cortometraggio (2008)
- Pro-Black Sheep, regia di Clayton Broomes Jr. (2009)
- Conspiracy X, regia di Shawn Baker (2010)
- Rise Sunshine, regia di Rosalyn Coleman - cortometraggio (2010)
- As It Is, regia di Ka'ramuu Kush - cortometraggio (2010)
- A Little Bit of More, regia di Curtis Caesar John - cortometraggio (2010)
- Pariah, regia di Dee Rees (2011)
- The Tombs, regia di Jerry LaMothe - cortometraggio (2011)
- For Colored Boys, the Evidence of Things Not Seen, regia di  Stacey Muhammad - cortometraggio (2011)
- A Tortured Life, regia di Dwayne 'DC' Coles - cortometraggio (2011)
- Hunting Shadows, regia di Edwin Decena - cortometraggio (2011)
- Busted on Brigham Lane, regia di Talibah Lateefah Newman - cortometraggio (2012)
- Absence of Love, regia di Billy Gerard Frank - cortometraggio (2012)
- Womack, regia di Andre Wilkins - cortometraggio (2012)
- The Bluest Note, regia di Marques Green - cortometraggio (2012)
- The Inevitable Defeat of Mister and Pete, regia di George Tillman Jr. (2013)
- Full Circle, regia di Olli Koivula e Solvan Naim (2013)
- Monica Z, regia di Per Fly (2013)
- Tonsure, regia di Fred Bumaye - cortometraggio (2014)
- Early Light, regia di Geoffray Barbier (2014)
- The Bicycle, regia di James Richards (2014)
- Shelter, regia di Paul Bettany (2014)
- Other Plans, regia di Joe Eckardt (2014)
- The Challenger, regia di Kent Moran (2015)
- Anesthesia, regia di Tim Blake Nelson (2015)
- Stanhope, regia di Solvan Naim - cortometraggio (2015)
- All Hale, regia di Anita Banerji (2015)
- Shadowboxing, regia di Joshua Durham - cortometraggio (2015)
- It's Bruno, regia di Solvan Naim - cortometraggio (2015)
- Fair Market Value, regia di Kevin Arbouet (2016)
- Mudbound, regia di Dee Rees (2017)
- Cell Block 99 - Nessuno può fermarmi (Brawl in Cell Block 99), regia di S. Craig Zahler (2017)
- The Last Black Man in San Francisco, regia di Joe Talbot (2019)
- Il diritto di opporsi (Just Mercy), regia di Destin Daniel Cretton (2019)
- Acque buie (Cut Throat City), regia di RZA (2020)
- Greyhound - Il nemico invisibile (Greyhound), regia di Aaron Schneider (2020)
- The Photograph - Gli scatti di mia madre (The Photograph), regia di Stella Meghie (2020)
- Gli Stati Uniti contro Billie Holiday (The United States vs. Billie Holiday), regia di Lee Daniels (2021)
- Don't Look Up, regia di Adam McKay (2021)
- The Unforgivable, regia di Nora Fingscheidt (2021)
- Smile, regia di Parker Finn (2022)

### Televisione
- 30 Rock – serie TV, episodio 4x04 (2009)
- Law & Order - Unità vittime speciali (Law & Order: Special Victims Unit) – serie TV, 2 episodi (2010-2014)
- Blue Bloods – serie TV, episodio 2x06 (2011)
- Evil, I – serie TV, episodio 1x12 (2012)
- The Married Bachelor, regia di Marquis Smalls – film TV (2013)
- Zero Hour – serie TV, episodio 1x06 (2013)
- A Crime to Remember – serie TV, episodio 1x02 (2013)
- Believe – serie TV, 4 episodi (2014)
- The Knick – serie TV, 2 episodi (2014)
- Person of Interest – serie TV, episodio 4x08 (2014)
- Unforgettable – serie TV, episodio 4x02 (2015)
- Daredevil – serie TV, 7 episodi (2015-2016)
- Stranger Things – serie TV, 16 episodi (2016-2022)
- Luke Cage – serie TV, 2 episodi (2016)
- The Defenders – serie TV, episodio 1x2 (2017)
- The Punisher – serie TV, 2 episodi (2017-2019)
- Jessica Jones – serie TV, episodio 2x12 (2018)
- Iron Fist – serie TV, episodio 2x09 (2018)
- This Is Us – serie TV, 5 episodi (2018-2019)
- Winning Time - L'ascesa della dinastia dei Lakers (Winning Time: The Rise of the Lakers Dynasty) – serie TV, 7 episodi (2022-2023)
- CSI: Vegas – serie TV, episodi 2x16-2x17 (2023)
- Lawmen - La storia di Bass Reeves (Lawmen: Bass Reeves), regia di Christina Alexandra Voros e Damian Marcano – miniserie TV, 3 puntate (2023)

## Doppiatori italiani
Nelle versioni in italiano delle opere in cui ha recitato, Rob Morgan è stato doppiato da:
- Gaetano Lizzio in Luke Cage, The Defenders, The Punisher, Jessica Jones
- Riccardo Scarafoni in Gli Stati Uniti contro Billie Holiday, The Unforgivable, CSI: Vegas
- Metello Mori in Daredevil, Mudbound
- Alberto Angrisano in Don't Look Up, Winning Time - L’ascesa della dinastia dei Lakers
- Achille D'Aniello in The Knick
- Fabrizio Odetto in Anesthesia
- Francesco Meoni in Stranger Things
- Paolo Marchese ne Il diritto di opporsi
- Roberto Draghetti in Bull
- Stefano Alessandroni in Smile
- Stefano Thermes in It's Bruno
- Carlo Valli in Lawmen - La storia di Bass Reeves